# Руслан Баширов
Руслан Баширов (англ. Ruslan Bashirov; род. 27 августа 1997, Уфа, Россия) — казахстанский хоккеист, выступающий на позиции нападающего. В настоящее время является игроком польского клуба KH Energa Toruń, выступающего в польской хоккейной лиге.

## Биография
Руслан Баширов родился в Уфе, Россия. Занимался хоккеем с раннего детства в системе клуба «Салават Юлаев». В возрасте 15 лет переехал в Канаду, где продолжил обучение и спортивную подготовку в Canadian International Hockey Academy (CIHA). Там он завершил школьное образование, а в своём выпускном сезоне стал лучшим бомбардиром плей-офф лиги.
После окончания CIHA, Баширов переехал в Польшу, где поступил в университет Wyższa Szkoła Biznesu – National Louis University (WSB-NLU) в городе Новы-Сонч, где успешно окончил бакалавриат, а затем магистратуру.

## Карьера
Во время учёбы в Польше начал выступать в Европейской университетской хоккейной лиге (EUHL) за команды PPWSZ Podhale Nowy Targ и Academy 1928 KTH Krynica, набрав 36 очков (10 голов и 26 передач) в 41 матче.
Профессиональную карьеру начал во французском клубе Colmar Hockey Club. Позднее продолжил в Эстонии, где выступал за Viking Tallinn, набрав положительный опыт в прибалтийском хоккее.
В 2020 году подписал контракт с польским клубом Zagłębie Sosnowiec. Затем перешёл в JKH GKS Jastrzębie, с которым выиграл Суперкубок Польши и дебютировал в Хоккейной Лиге чемпионов.
В сезоне 2022/2023 выступал за румынский клуб Steaua București, набрав 16 очков (4 гола и 12 передач) в 16 матчах. Летом 2023 года вернулся в Польшу, подписав контракт с KH Energa Toruń.